# Norma John
Norma John est un groupe finlandais qui a représenté la Finlande au Concours Eurovision de la chanson 2017.
Il est constitué du pianiste Lasse Piirainen et de la chanteuse soliste Leena Tirronen.